# Corbionne
Die Corbionne ist ein Fluss in Frankreich, der im Département Orne in der Region Normandie verläuft. Sie entspringt im Gemeindegebiet von Longny-au-Perche, entwässert im Oberlauf nach Südosten, schwenkt dann nach Süd und Südwest, durchquert den Regionalen Naturpark Perche und mündet nach insgesamt rund 25 Kilometern im Gemeindegebiet von Condé-sur-Huisne als linker Nebenfluss in die Huisne.

## Orte am Fluss
(Reihenfolge in Fließrichtung)
- Le Mage
- Moutiers-au-Perche
- Bretoncelles
- Condé-sur-Huisne